# 39-й. Карпатська Україна
«39-й. Карпатська Україна» — український документальний фільм про 1939-й рік у Карпатській Україні. Для створенні стрічки були залучені наукові консультанти: доктор історичних наук Микола Вегеш, доктор історичних наук Роман Офіцинський, кандидат історичних наук Михайло Делеган. Фільм входить до циклу програм «Третій відділ». 

У стрічці наведені, можливо нові факти, причини появи і припинення існування державного утворення Карпатської України. Фільм намагається дати відповіді на декілька питань. Чи могла існувати ще одна країна українців на початку Другої світової війни? Це — стратегія чи помилка Президента Августина Волошина? Людини — яка була проголошена Президентом нового державного утворення, але втекла під час збройної сутички між регулярною армією та щойно утвореним військовим угрупуванням карпатської України. Фільм надає нову інформацію про державу, яка проіснувала три дні із вуст свідків та істориків минулих днів.
Фільм також переглядали на круглому столі КНТЕУ.

## Творчий колектив
- Режисер: Олександра Мазар;
- Автор сценарію: Наталія Штефуца;
- Наукові консультанти: доктор історичних наук Микола Вегеш, доктор історичних наук Роман Офіцинський, кандидат історичних наук Михайло Делеган;
- Журналістка: Лівія Корлат;
- Оператор: Бейла Балла;
- Комп'ютерна графіка: Мирослав Андрусь;
- Звукорежисер: Олег Шарков;
- Текст зачитував: Олександр Коробко;
- Керівник проекту: Євген Шишков.